# Hammersmith Apollo
Hammersmith Apollo, v současnosti Eventim Apollo, v minulosti známa pod mnoha jinými názvy, nejdéle pak Hammersmith Odeon, je koncertní hala v londýnské čtvrti Hammersmith. Byla postavena v secesním slohu roku 1931 jakožto Gaumont Palace. Od roku 1990 je britskou kulturní památkou. Architektem byl Robert Cromie. Pojme asi 5000 diváků (v případě odmontování sedaček). Symbolem sálu jsou stále funkční varhany z roku 1932, s dvanáctisty píšťalami. Mnoho kapel a zpěváků vydalo živá alba z koncertů pořádaných v Apollu, která mají většinou jméno haly ve svém názvu. Patří k nim Queen, Black Sabbath, Iron Maiden, Celtic Frost, Tears for Fears, Dire Straits, Frank Zappa, David Bowie, Bruce Springsteen, Europe, Erasure, Motörhead nebo Robbie Williams. Stanice BBC vysílá seriál zábavných pořadů se stand-up komiky nazvaný Live at the Apollo, který se v Hammersmith Apollo natáčí před živým publikem.